# Епархия Хасселта
Епархия Хасселта (лат. Dioecesis Hasseletensis) — епархия Римско-Католической церкви с центром в городе Хасселт, Бельгия. Епархия Хасселта входит в митрополию Мехелена-Брюсселя. Кафедральным собором епархия Хасселта является церковь святого Квинтина.

## История
31 мая 1967 года Римский папа Павел VI выпустил буллу Qui christianorum, которой учредил епархию Хасселта, выделив её из епархии Льежа. Епархия была создана специально для фламандцев, франкоязычные католики остались в епархии Льежа.

## Ординарии епархии
- епископ Jozef-Maria Heuschen (13.06.1967 — 15.12.1989);
- епископ Paul Schruers (15.12.1989 — 25.10.2004);
- епископ Patrick Hoogmartens (25.10.2004 — по настоящее время).

## Источник
- Annuario Pontificio, Libreria Editrice Vaticana, Città del Vaticano, 2003, ISBN 88-209-7422-3
- Булла Qui christianorum  (лат.)